# ألفريدو جان
ألفريدو جان (بالإسبانية: Alfredo Jahn) هو مستكشف ومهندس فنزويلي، ولد في 8 أكتوبر 1867 في كاراكاس في فنزويلا، وتوفي بنفس المكان في 12 يوليو 1940.